# السويد خلال الحرب العالمية الثانية

موقع السويد في أوروبا، 1942
السويد
الرايخ الألماني
مناطق تحت الاحتلال الألماني
حلفاء ألمانيا، والدول الموالية لها، ودول دمى
مناطق تحت سيطرة الحلفاء
مناطق أخرى محايدة

في الحرب العالمية الثانية التزمت السويد سياسة محايدة. عندما اندلعت الحرب في 1 سبتمبر 1939 كان مصير السويد مبهمًا غامضًا، لكن بفضل مركزها الجيوسياسي في شبه الجزيرة الإسكندنافية، ومناوراتها السياسية الواقعية في خضم تلك الأحداث التي لم يكن توقُّعها ممكنًا، والحشد العسكري الجاد بعد 1942، نجحت في الحفاظ على حيادها الرسمي طول الحرب.
عندما نشبت المعارك، كان قد مر أكثر من قرن على تمسُّك السويد بحيادها الدولي (منذ نهاية الحروب النابليونية في 1815). في بداية الحرب أعلنت 20 دولة حيادها، لكن لم يَقدر من الدول الأوروبية على مواصلة الحياد الرسمي طول الحرب إلا 8 دول أخرى إلى جانب السويد: أيرلندا والبرتغال وإسبانيا وأندورا وليختنشتاين والفاتيكان وسان مارينو وسويسرا. لكن مع ذلك قدمت الحكومة السويدية عدة تنازلات، وأحيانًا ما انتهكت حيادها لصالح كل من ألمانيا والحلفاء الغربيين.
في الغزو الألماني للاتحاد السوڤييتي، سمحت السويد للفيرماخت باستعمال السكك الحديدية السويدية في نقل «فرقة مشاة 163» الألمانية من النرويج إلى فنلندا (يونيو–يوليو 1941)، إلى جانب مدافع الهاوتزر والدبابات والأسلحة المضادة للطائرات والذخيرة الخاصة بها. وكانت تسمح أيضًا للجنود الألمانيين بالمرور عبرها عند انتقالهم في إجازاتهم بين النرويج وألمانيا. وكانت ألمانيا تشتري منها الصلب أثناء الحرب. وأما من ناحية الحلفاء، فقد شاركتها السويد في الاستخبارات العسكرية، وساعدت على تدريب جنود مؤلَّفين من لاجئين دنماركيين ونرويجيين، ليُستعان بهم على تحرير وطنَيْهم. وسمحت لهم أيضًا باستعمال قواعدها الجوية بين 1944 و1945.
وفوق هذا كانت ملجأ للاجئين اليهود ومناهضي الفاشية الذين وفدوا من جميع أنحاء المنطقة. ففي 1943، بعد صدور أمر بترحيل كل اليهود الدنماركيين إلى معسكرات اعتقال، نُقل تقريبًا جميع يهود الدنمارك (البالغ عددهم 8,000) إلى السويد بأمان. وكانت السويد أيضًا ملجأ لليهود النرويجيين الهاربين من النرويج بعد الاحتلال الألماني.

## خلفية

### السياسة
في الفترة التي بين 1523 وآخِر حرب سويدية ضد روسيا في 1809 (286 عامًا)، لم تُعلَن حالة الحرب بين البلدين إلا 67 عامًا. كانت روسيا تُعد عدو السويد التاريخي. وفي السلام الذي أعقب الحرب الفنلندية في 1809، تُنُوزِل لروسيا عن جميع فنلندا، وخسرت السويد ثلث مساحتها.
في أواخر القرن التاسع عشر وأوائل القرن العشرين، شهدت السويد وبلدان أخرى اضطرابات عامة كثيرة. صارت ظروف العمل السيئة غير محتمَلة، وبدأت الطبقة العاملة تنتفض على الدولة، حتى أن عام 1908 وحده شهد نحو 300 انتفاضة سويدية. بحلول 1917 صار جليًّا من تلك الأحداث أن السويد محتاجة إلى نظام سياسي جديد. كانت الحركة الاشتراكية السويدية منقسمة منذ ثمانينيات القرن التاسع عشر إلى فريقين متعارضين: الاشتراكيين الثوريين (حركة شيوعية)، والإصلاحيين (حركة ديمقراطية اشتراكية، وكانت الفريق الأكبر). في 1917 تغيرت قواعد الديمقراطية في السويد، وكبرت شريحة الناخبين، وفي 1921 حصلت النساء على حق التصويت.
لكن حتى هذه الإصلاحات رآها بعض المحافظين متطرفة، وأراد بعضهم قيادة قوية ولم يكن واثقًا بالديمقراطية. استمرت المواجهات السويدية بين الموظِّفين والموظَّفين طول عشرينيات القرن العشرين وثلاثينياته. وفي 1931 بلغت المواجهات أوجها بحادثة «أُوضالين» التي أطلق فيه الجيش نيرانه على مسيرة احتجاجية. في العام نفسه انكشفت ميليشيا «مُنكِسكا كورين» اليمينية السرية، التي كانت جندت نحو 2000 رجل، وكان بحوزتها أسلحة ثقيلة. وقد انحلت في العام اللاحق.
وأما على الجانب الآخر من الطيف السياسي، فتحولت الإمبراطورية الروسية بعد الحرب الأهلية إلى الاتحاد السوڤييتي، الذي صار يتعاون معه كثير من الشيوعيين السويديين لإشعال ثورة عالمية. وكان كل من النظام البرلماني والحلول الوَسَط يُعد حائلًا دون تحقيق مجتمع أَعْدَل.
تشكَّل مجلس وزراء جديد بقيادة الديمقراطيين الاشتراكيين (كان رئيس وزرائه هو بير ألبين هانسون)، وتولى الحكم في 1932. وقد اتبع سياسة تعاونية توافقية، فزادت الفجوة بين الفصيلين الاشتراكيَّين: اليساريِّين الإصلاحيين والشيوعيين.
أصبحت المسافة بين هذين الاثنين، على الأقل على المستوى الإيديولوجي، كبيرة لدرجة أن الشيوعيين غالبًا ما أشاروا إلى الديمقراطيين الاشتراكيين باسم «الفاشيين الاشتراكيين». بصرف النظر عن فترة عنونت ب «حكومة العطلة» «بالسويدية: زيمسترريغرينغن» بين 19 يونيو و28 سبتمبر 1936، كان بير ألبين هانسون رئيس وزراء السويد الذي بقي حتى وفاته في عام 1946.

### عسكريًا
كان لدى السويد عدد قليل جدًا من الدبابات في فترة ما بين الحربين العالميتين. لفترة من الوقت، تألف سلاح المدرعات بأكمله من عشر دبابات «ستريدسفاغن أم أف/21 إس». كان تصميم هذه الدبابة مستند على تصميم دبابة ألمانية من الحرب العالمية الأولى والذي اشترته السويد سرًا على شكل مجموعات تجميع للجرارات.
في «قرار الدفاع» لعام 1936 «بالسويدية فورسفارسبيسلوت، وهو قرار حكومي سويدي اتُخذ كسياسة متغيرة كل خمس سنوات، بشأن تنظيم الجيش وتطويره»، تقرر تشكيل كتيبتين للدبابات. علّق فال بورمان، مسؤول المشتريات في الجيش «بالسويدية: أرمينس أوتروستنينغسديتالج» في عام 1937، قائلاً:
«هذا يتطلب شراء قطعهم الرئيسية من العتاد العسكري والدبابات. بالفعل في مرحلة مبكرة، كان من الواضح لنا أننا إذا اخترنا ببساطة الدبابات المجهزة بالمدفع، فيمكننا امتلاك على الأكثر ما بين 15-20 منها».
للتأكد من أن التدريب على مستوى الكتائب سيكون ممكنًا، اشتُريت أيضًا دبابات مزودة برشاشات. بحلول عام 1939، كان لدى السويد 48 دبابة تشيكوسلوفاكية مزودة بأسلحة رشاشة ونحو 20 دبابة من طراز «ستريدسفاغن إل-60» مزودة بمدفع رئيسي 20 ميلي متر.
نُظم الجيش السويدي في أربعة أقسام منذ التسعينيات من القرن التاسع عشر، مع وجود أفواج في شمال نورلند وغوتلاند كوحدات منفصلة. كان هذا الأمر قديمًا (عفا عليه الزمن)، وفي عام 1942، جرى تبني تنظيم عسكري جديد.

### التجارة قبل الحرب
خلال الحرب العالمية الثانية، اضطرت الصناعة السويدية إلى توفير حصة متزايدة من سلعها المحلية بسبب الحصار البريطاني على بحر الشمال، مع تلبية الطلب المتزايد بشكل كبير على الأسلحة. قبل الحرب، كان الإنتاج السنوي للأسلحة يقاس عادة بعشرات ملايين الكرونات السويدية، ولكن خلال الحرب، تجاوز الإنتاج مليار كرونة سويدية «240 مليون دولار أمريكي».

### التوازن العسكري
اختُبرت سياسة الحياد طويلة الأمد للسويد في العديد من المناسبات خلال ثلاثينيات القرن العشرين. جاءت التحديات من ألمانيا القومية المتجددة بقوة. من عام 1919 حتى عام 1935، كانت السويد داعمًا نشطًا لعصبة الأمم، ووجهت معظم جهود السويد السياسية على الساحة الدولية نحو الحفاظ على عصبة الأمم.
تأسست سياسة عدم الانحياز السويدية خلال هذه الفترة على افتراض وجود قوتين متعارضتين (متضادتين) في البلطيق ألمانيا والاتحاد السوفيتي؛ لأن هاتين القوتين كانتا بحاجة إلى الحذر من بعضهما البعض، كان الأمل في أنهما لن تكونا قادرتين إلا على نشر قوات صغيرة ضد السويد أو غيرها من دول عدم الانحياز. كان هذا التوقع هو الذي جعل الدفاع عن دولة صغيرة أمرًا ممكنًا. الاتفاق الألماني السوفيتي «أو اتفاق مولوتوف-رينتروب»، الموقع في نهاية أغسطس 1939 بين ألمانيا النازية والاتحاد السوفيتي، أدى لاضطراب هذا التوازن.

### التحضيرات قبل الحرب
في عام 1936، بدأت الحكومة السويدية في زيادة استعدادها العسكري مع تدهور الوضع الدولي. ارتفع الإنفاق العسكري في السويد من 37 مليون دولار أمريكي في عام 1936، إلى 50 مليون دولار في عام 1937، وإلى 58.6 مليون دولار في عام 1938، ثم ازداد أكثر من خمسة أضعاف إلى 322.3 مليون دولار في عام 1939. خلال الحرب العالمية الثانية، بلغ الإنفاق العسكري ذروته عند 527.6 مليون دولار في عام 1942.
لم يقتصر الأمر على شراء الحكومة السويدية للمواد لتعزيز دفاعاتها، بل بدأت في التجنيد الإجباري للمجندين. في 6 مايو 1938، استدعت الحكومة جميع الأشخاص الذين تبلغ أعمارهم 15 عامًا لفترات قصيرة من التدريب. بالإضافة إلى ذلك، أمر مجلس الوزراء السويدي بالاحتفاظ بربع المجندين في عام 1938 للمزيد من التدريب.
في عام 1940، أُنشئ الحرس الوطني السويدي «بالسويدية: هيمفارنيت». وكانت وحداته مجموعات صغيرة من جنود سابقين الذين زُودوا بالبنادق والرشاشات والذخيرة والأدوية والأزياء الرسمية. كان لديهم خيار شراء مواد إضافية مثل المزالج والكنزات وأحذية السير. كانت لوتورنا «خدمة الدفاع التطوعي للمرأة السويدية» موجودة بالفعل منذ عام 1924.
أثناء تسليحها لنفسها، شعرت السويد أنه من الضروري توضيح وتنفيذ سياسة الحياد الخاصة بها. صرح بير ألبين هانسون قبل وقت قصير من بدء الحرب العالمية الثانية:
«أصدقاء (ودّيون) مع جميع الدول الأخرى ومرتبطون بقوة مع جيراننا، ونحن لا ننظر إلى أي شخص كعدو لنا. لا يوجد مكان للتفكير بالعدوان على أي بلد آخر في فكر شعبنا، ونعبر عن امتناننا لتأكيدات الآخرين بأنهم لا يرغبون في الإخلال بسلامنا أو حريتنا أو استقلالنا. إن تعزيزنا لاستعداداتنا الدفاعية يخدم فقط في التأكيد على عزمنا الثابت بإبقاء بلدنا خارج النزاعات التي قد تندلع بين الآخرين، وخلال هذه الصراعات، لحماية وجود شعبنا». —  بير ألبين هانسون في 1 سبتمبر 1939
صرح جورج هومين، وهو نقيب من أركان الحرب:
«بدون وجود قوة دفاعية، لا يمكننا اتباع أي سياسة خاصة بنا، وتصبح تصريحاتنا مجرد كلمات فارغة ونترك مصير البلاد للصدفة، أو لقرارات الآخرين. من خلال دفاع قوي قدر الإمكان بما تسمح به الظروف السويدية، فإننا نضمن لأنفسنا أساسًا لسياسة سويدية مستقلة مستمرة»  —  جورج هومين

## الحرب
عندما هاجمت ألمانيا بولندا في سبتمبر 1939 وأعلنت كل من فرنسا وبريطانيا الحرب على ألمانيا النازية، أعلنت السويد نفسها دولة محايدة فيما يتعلق بهذا الوضع المتصاعد. كمثال قد يوضح هذا الموقف هو محاولة الحلفاء الفاشلة لتحرير الغواصات البولندية «أو آر بّي ريس، وأو آر بّي زبيك، وأو آر بّي سيب» والتي احتجزت بعد وصولها إلى الموانئ السويدية «تتطلب إصلاح أضرار ناتجة عن المعركة، وغير قادرة على الخروج إلى بريطانيا».
عند اندلاع حرب الشتاء بين فنلندا والاتحاد السوفيتي في نوفمبر 1939، أعلنت السويد أنها «غير محاربة» فيما يتعلق بهذا النزاع بالذات، وانحازت إلى جانب فنلندا بفعالية. وقد سمح ذلك للسويد بمساعدة فنلندا اقتصاديًا وتسليحها. وضعت السويد وفنلندا أيضًا حقول ألغام في بحر أولند لردع الغواصات السوفيتية من دخول خليج بوثنيه.

### التجارة الخارجية
لم تتعرض السويد لهجوم مباشر خلال الحرب العالمية الثانية. ومع ذلك، كان تخضع للحصار البحري البريطاني والألماني والقصف العرضي من السوفييت على بعض المدن «مثل سترينغنس»، ما أدى إلى مشاكل في توفير الغذاء والوقود. عندما غزت ألمانيا الدنمارك والنرويج في أبريل 1940، إلى جانب الحصار الألماني لبحر الشمال، كان لا بد من التفاوض على كل شحنة مع كل من السلطات البريطانية والألمانية، ما قلل بشكل كبير من حجم التجارة بين عامي 1938 و1944، انخفضت الواردات السويدية من المنتجات البترولية بنسبة 88 ٪ والفحم بنسبة 53 ٪، ما أدى إلى نقص حاد. ومن بين العناصر المهمة الأخرى المطاط الطبيعي ومعادن السبائك والمواد الغذائية. أدى هذا الوضع إلى تقنين حاد للوقود والمواد الغذائية في السويد وطُورت وأُنتجت بدائل. استُخدم غاز الخشب كوقود للسيارات والصخر الزيتي كبديل لزيت وقود السفن.